# Østrup (Nordfyns Kommune)
 For alternative betydninger, se Østrup. (Se også artikler, som begynder med Østrup)
Østrup er en landsby på Fyn med 261 indbyggere  (2024). Østrup er beliggende tre kilometer sydøst for Otterup og 15 kilometer nord for Odense. Landsbyen tilhører Nordfyns Kommune og er beliggende i Region Syddanmark.
Den hører til Østrup Sogn og Østrup Kirke ligger i landsbyen.